# Lígdamis I
Lígdamis I (grec antic: Λύγδαμις, llatí: Lygdamis) fou sàtrapa de Cària circa l'any 494 aC, després de la Revolta Jònica. La seva filla Artemísia I la Valenta el va succeir al govern (segurament com a regent del seu fill Pisindelis) i va dirigir les forces càries que van combatre al costat dels perses a la batalla de Salamina.